# Denise Biellmann
(Denise Biellmann, International Figure Skating, maggio/giugno 1997)
Denise Biellmann (Zurigo, 11 dicembre 1962) è una pattinatrice artistica su ghiaccio svizzera, campionessa mondiale ed europea nel 1981, nota principalmente per la trottola Biellmann che porta il suo nome.

## Carriera

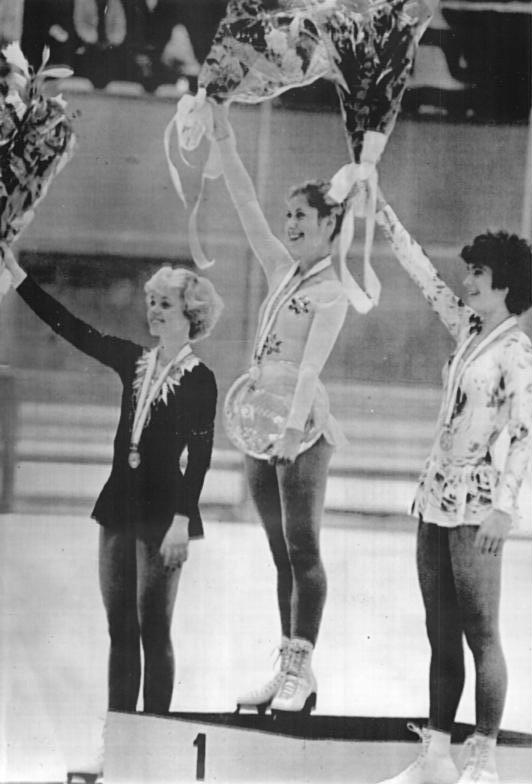
Denise Biellmann (al centro) sul podio dei Mondiali 1981

La carriera agonistica da dilettante di Denise Biellmann fu piuttosto breve. Campionessa nazionale junior a 11 anni e presente per la prima volta al Campionato europeo nel 1977, a 14 anni, si mise in luce al Campionato europeo del 1978, dove fu la prima donna al mondo a eseguire con successo un triplo Lutz. Il salto le valse il primo 6.0 mai assegnato da un giudice a una pattinatrice per l'aspetto tecnico, e le consentì di vincere il programma libero, ma a causa del dodicesimo posto nelle figure obbligatorie la pattinatrice non andò oltre il quarto posto nella classifica finale. L'anno dopo vinse la medaglia di bronzo agli europei. Nel 1980 fu quarta alle Olimpiadi di Lake Placid, nuovamente condizionata nel piazzamento finale dalle figure obbligatorie. Si classificò infatti al dodicesimo posto nelle figure, al secondo nel programma corto e vinse il libero. Il 1981 fu il suo anno migliore, con la doppia vittoria agli europei e ai mondiali. Poco dopo i mondiali del 1981 Denise Biellmann, diciottenne, passò al professionismo, quindi non poté più partecipare né alle competizioni dell'International Skating Union (ISU) né alle Olimpiadi.
Nel frattempo Denise Biellmann era diventata celebre per una particolare figura che riusciva a eseguire in modo tecnicamente molto curato. Mentre ruotava su un piede solo, sollevava l'altro da dietro al di sopra della testa e afferrava la lama del pattino con entrambe le mani. Anche se una figura simile era già stata eseguita in passato, quando meno dal Campionato europeo del 1965, dove era stata eseguita da Tamara Moskvina, l'esecuzione dell'atleta svizzera si distingueva per eleganza e accuratezza, al punto che l'ISU decise di chiamarla trottola Biellmann. Da allora tale trottola, che richiede una grande flessibilità e sollecita particolarmente la schiena, è una figura tipica del pattinaggio quasi esclusivamente femminile (fra i pochi uomini che sono riusciti a eseguirla vi sono Evgenij Pljuščenko, Yuzuru Hanyū e Michael Christian Martinez).
A livello professionistico, Denise Biellmann è stata una delle pattinatrici più celebri e apprezzate degli anni ottanta e novanta. La famosa trottola è sempre rimasta l'attrazione principale di ogni sua esibizione, anche se le continue sollecitazioni alla schiena costringevano la pattinatrice ad applicarvi del ghiaccio al termine di ogni esibizione. È stata campionessa del mondo dei professionisti per undici volte dal 1983 al 1998.
In Svizzera fu nominata sportiva dell'anno due volte, nel 1979 e nel 1981. Nel 1995 è stata eletta sportiva del secolo. Nel 2014 è stata introdotta nella Hall of Fame del pattinaggio.

## Palmarès

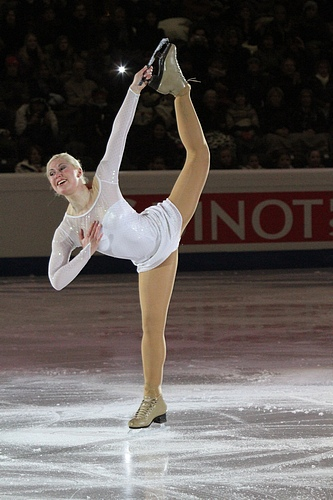
Denise Biellman esegue una Biellman nel gala dei Campionati europei nel 2011

| Internazionali                       | Internazionali | Internazionali | Internazionali | Internazionali | Internazionali | Internazionali | Internazionali | Internazionali | Internazionali |
| Evento                               | 1972–73        | 1973–74        | 1974–75        | 1975–76        | 1976–77        | 1977–78        | 1978–79        | 1979–80        | 1980–81        |
| ------------------------------------ | -------------- | -------------- | -------------- | -------------- | -------------- | -------------- | -------------- | -------------- | -------------- |
| Giochi olimpici invernali            |                |                |                |                |                |                |                | 4°             |                |
| Campionati mondiali                  |                |                |                | 15°            | 10°            | 5°             | 5°             | 6°             | 1°             |
| Campionati europei                   |                |                |                |                | 6°             | 4°             | 3°             | R              | 1°             |
| NHK Trophy                           |                |                |                |                |                |                |                |                | 1°             |
| Richmond Trophy                      |                |                |                |                |                | 3°             |                |                |                |
| Grand Prix International St. Gervais |                |                |                |                | 2°             |                | 1°             |                |                |
| International Challenge Cup          |                |                |                |                |                |                | 1°             |                |                |
| Nazionali                            |                |                |                |                |                |                |                |                |                |
| Campionati svizzeri                  | 5° J           | 1° J           | 11°            | 3°             | 2°             | 2°             | 1°             | 1°             | 1°             |
| J = Categoria Junior; R = Ritirata   |                |                |                |                |                |                |                |                |                |

## Libro
- Denise Biellmann – Die Biografie. Cameo, Bern 2022, ISBN 978-3-03951-011-5.